# Йохан Кристоф фон Даун-Грумбах
Йохан Кристоф фон Даун-Грумбах (на немски: Johann Christoph von Salm-Grumbach; * 20 октомври 1555; † 3 август 1585) е граф на Салм и вилд- и Рейнграф в Грумбах и Рейнграфенщайн (до Бад Кройцнах в Рейнланд-Пфалц).

## Произход
Той е син на граф и вилд- и рейнграф Филип Франц фон Залм-Даун-Нойфвил (* 4 август 1518, Даун; † 28 януари 1561, Наумбург ан дер Заале) и съпругата му графиня Мария Египтиака фон Йотинген-Йотинген (* 1519; † 8 януари 1559, Грумбах), дъщеря на граф Лудвиг XV фон Йотинген-Йотинген (1486 – 1557) и графиня Мария Салома фон Хоенцолерн-Хайгерлох (1488 – 1548). Внук е на граф и вилд и рейнграф Филип фон Салм-Даун (1492 – 1521) и Антоанета дьо Ньофшател (1495 – 1544), наследничка на Ньовил, Фондреманд. Брат е на граф Йохан Филип II фон Салм (1545 – 1569), граф на Залм-Нойфвил, вилд- и Рейнграф в Даун, Фридрих фон Залм-Нойфвил (1547 – 1608), граф на Залм-Нойфвил, и на граф Адолф Хайнрих фон Салм-Даун (1557 – 1606), вилд- и рейнграф в Даун.
Сестра му Елизабет (1540 – 1579) е омъжена през 1558 г. за граф Себастиан фон Даун-Фалкенщайн в Оберщайн (* ок. 1540). Сестра му Маргарета (1540 – 1600) е омъжена на 23 февруари 1555 г. за граф Йохан Герхард фон Мандершайд-Геролщайн († 1611).
Йохан Кристоф фон Даун-Грумбах-Рейнграфенщайн умира на 3 август 1585 г. на 29 години и е погребан в Св. Йоханисберг.

## Фамилия
Йохан Кристоф се жени 1581 г. за графиня Доротея фон Мансфелд-Айзлебен (* 1549; † сл. 1581/1626), дъщеря на граф Йохан Георг I фон Мансфелд-Айзлебен (1515 – 1579) и графиня Катарина фон Мансфелд-Хинтерорт († 1582). Те имат двама сина:
- Йохан фон Салм-Грумбах (* 1582; † 19 януари 1630, Рейнграфенщайн), вилд- и рейнграф Салм-Грумбах-Рейнграфенщайн, женен на 3 юли 1609 г. за графиня Анна Юлиана фон Мансфелд-Хинтерорт (* 5 април 1591; † 1626/1630), дъщеря на граф Ернст VI фон Мансфелд-Хинтерорт (1561 – 1609) и вилд и рейнграфиня Юлиана фон Кирбург-Пютлинген (1551 – 1607)
- Адолф (* 1585; † 15 април 1621, удавен при Ебернберг)

Доротея фон Мансфелд-Айзлебен се омъжва сл. 1585 г. втори път за Емих фон Даун, господар на Бреценхайм (* 23 декември 1563; † 4 ноември 1628).